# Piotr Pacewicz
Piotr Wojciech Pacewicz (* 1. ledna 1953 Varšava) je polský publicista a psycholog, jeden ze zakladatelů deníku Gazeta Wyborcza, v němž od roku 1995 zastává pozici zástupce šéfredaktora.

## Biografie
Piotr Pacewicz vystudoval psychologii na Varšavské univerzitě, poté pracoval na Ústavu psychologie Polské akademie věd. (1980–1989), nějakou dobu přednášel i společenskou psychologii na Technické univerzitě v Západním Berlíně. Byl redaktorem Tygodnika Mazowsze, nejvýznamnější tiskoviny Solidarity (1981–1989).
Jeho hlavní oblasti zájmu jsou polská politická scéna a občanská společnost. Z liberálně-levicového pohledu brání lidská a občanská práva a kritizuje projevy netolerance a xenofobie. Je odpůrcem lustrací.
Je iniciátorem a spoluorganizátorem mnoha akcí pod patronací GW, např. "Szkoła z klasą".